# Lorenzo Fieschi

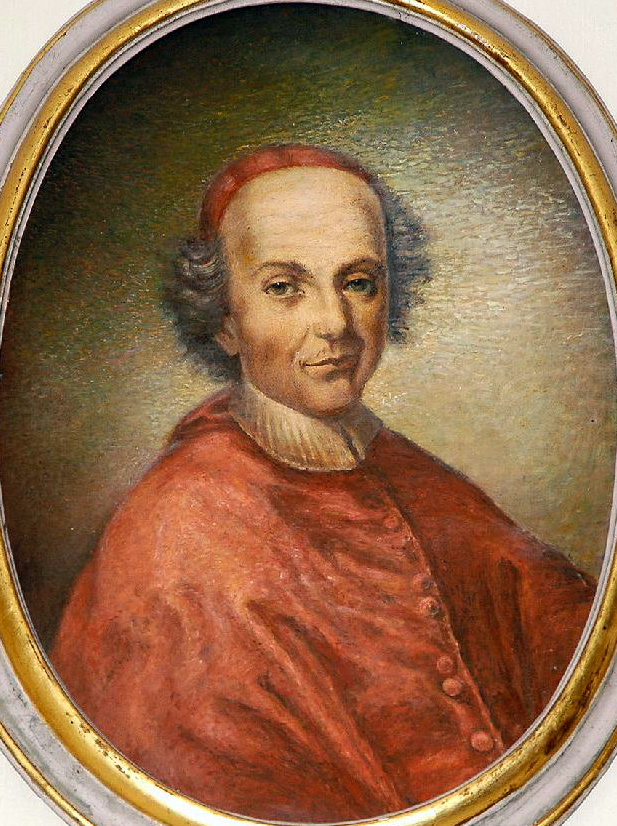
kardinaal-aartsbisschop Fieschi van Genua

Lorenzo Maria Fieschi (de Flisco) (Genua, 21 mei 1642 – ibidem, 1 mei 1726) was een prelaat in de Pauselijke Staat in Italië. Hij was aartsbisschop van Avignon (1690-1705) in het pauselijk gebied in Frankrijk en nadien kardinaal-aartsbisschop van Genua (1705-1726) in de republiek Genua.

## Levensloop

### Pauselijke Staat in Italië
Fieschi was afkomstig van een familie van prelaten in de republiek Genua. Hij studeerde aan de universiteit La Sapienza in Rome, in de Pauselijke Staat. Hij behaalde er de graad van doctor utroque iure, dit wil zeggen doctor in canoniek recht (Rooms recht) en in burgerlijk recht (Romeins recht). Als priester ging hij in dienst bij kardinaal Giacomo Franzoni, eveneens een Genuees. Fieschi werkte gedurende twintig jaar bij de kerkelijke rechtbanken van de paus (1670-1690). Naast zijn werk als kerkjurist bekleedde de prelaat verschillende ambten in de Pauselijke Staat. Zo was hij achtereenvolgens:
- 1668-1671: vice-legaat of pauselijk diplomaat in Urbino
- 1671-1673: gouverneur van Ancona
- 1674-1674: gouverneur van Campagna en Frosinone
- 1675-1685 : gouverneur van Viterbo
- 1685-1686 : gouverneur van Perugia
- 1686-1690 : gouverneur van de Marken.

Tevens was hij kortstondig secretaris van de Congregatie van de Roomse liturgie (1689-1690).

### Pauselijk gebied in Frankrijk
In 1690 ontving Fieschi de wijding tot bisschop; dit had te maken met zijn benoeming tot aartsbisschop van Avignon. Dit bisdom in Frankrijk omvatte de gebieden van de paus in Frankrijk: de stadstaat Avignon en het comtat Venaissin zonder evenwel Cavaillon en Carpentras, die een eigen bisschop hadden. Tot het aartsbisdom Avignon behoorden ook parochies van de provincies Languedoc en Provence, dus van het koninkrijk Frankrijk. Fieschi verbleef in Avignon van 1690 tot 1705. In deze periode fungeerde Fieschi als pauselijk diplomaat bij de koning van Frankrijk en bij andere vorsten. Hij werd beloond met de titel van bisschop-assistent bij de pauselijke troon (1695).

### Republiek Genua
Omwille van zijn benoeming tot aartsbisschop van Genua (1705) verhuisde hij van Avignon naar Genua. In 1706 ontving hij bovendien van paus Clemens XI de kardinaalshoed: hij werd kardinaal-priester van de kerk Santa Maria della Pace in Rome. Hij stierf in het aartsbisschoppelijk paleis van Genua in 1726. Zijn lichaam werd begraven in de familietombe van de kathedraal San Lorenzo in Genua.
- Istituto Centrale per il Catalogo Unico: RAVV458627
- Virtual International Authority File: 89065670